# PBX Funicular Intaglio Zone
PBX Funicular Intaglio Zone  је једанаести соло албум прослављеног америчког гитаристе и бившег члана Ред Хот Чили Пеперс, Џона Фрушантеа, објављен и септембру 2012. Албум је снимљен током 2011. године и Фрушанте је на њему свирао све инструменте, те урадио дизајн звука и продукцију.
Као што је то био случај и током промотивне кампање за претходни албум, The Empyrean, Фрушанте полако уводи своје слушаоце у причу кроз текстове на свом блогу; а упоредо са почетком преднаруџбине за овај албум, обожаваоци су имали прилику да бесплатно скину песму Walls And Doors, која се такође појавила као бонус на јапанској верзији албума. Уз све што је претходно рекао у вези са комбиноњем жанрова Фрушанте је нагласио да је ова песма снимљена у септембру 2010. и да је представила његов први покушај да балансира старинске продукционе технике са модерним, и електронску музику са клишеима попа и рока.
Албуму је преходио ЕП са пет песама и потпуно другачијим садржајем, Letur-Lefr. 

## Списак песама
1. - 2:40
2. - 3:47
3. - 4:24
4. - 6:26
5. - 2:17
6. - 3:50
7. - 4:55
8. - 4:21
9. - 4:18
10. - 4:01(само на јапанској верзији)
11. -5:15 (само на јапанској верзији)[3]

## Особље
- Џон Фрушанте – Вокал, сви инструменти, инжињеринг и продукција, омот
- Kinetic 9 - вокал на 4 и 11
- Лаена Џеронимо - виолина на 7
- Ентони Замора – студио менаџер
- Мајк Пишители - фотографија
- Џулијан Чавез - дизајн омота[3]